# Malvasia Nera di Lecce
Der Name der italienischen Rotweinsorte Malvasia Nera di Lecce ist ein Synonym der Rebsorte Malvasia Nera di Brindisi und ist eine von vielen Varietäten aus der Familie der Malvasier innerhalb Italiens. Sie ist eine natürliche Kreuzung der Sorten Malvasia Bianca Lunga x Negroamaro.
Der Anbau der Sorte ist in den Provinzen Brindisi, Lecce, Tarent in der Region Apulien empfohlen. Zugelassen ist sie des Weiteren in den Provinzen Pisa (Toskana) und Foggia sowie der Metropolitanstadt Bari.
Die spätreifende Sorte ist mäßig wuchsstark und liefert schwache Erträge. Der Most ist sehr reich an Zucker, ihm fehlt es jedoch an Säure. Die Weine werden häufig im Verschnitt mit der Sorte Negroamaro verwendet. Die Sorte findet schließlich unter anderem Eingang in die DOC - Wein Salice Salentino, Aleatico di Puglia und Leverano, wo sie meist Farbe und Duft in den Wein einbringt. Malvasia Nera di Lecce kann auch Bestandteil der Würzspezialität Vincotto sein.
Die bestockte Fläche beträgt ca. 2.436 Hektar. Kleine Bestände findet man bei Mugello.
Abstammung: Malvasia Bianca Lunga × Negro Amaro

## Ampelographische Sortenmerkmale
In der Ampelographie wird der Habitus folgendermaßen beschrieben:
- Die Triebspitze ist offen. Sie ist weißwollig behaart, weißgelblich gefärbt mit leicht rötlich-bronzefarbenem Anflug. Die gelblichen Jungblätter sind leicht wollig behaart und bronzefarben gefleckt (Anthocyanflecken).
- Die mittelgroßen bis großen Blätter sind fünflappig und deutlich gebuchtet. Die Stielbucht ist lyren-förmig offen. Das Blatt ist stumpf gezahnt. Die Zähne sind im Vergleich der Rebsorten mittelgroß.
- Die kegelförmige Traube ist mittelgroß und dichtbeerig. Die rundlichen Beeren sind mittelgroß und von blauschwarzer Farbe. Der Saft der beere ist rötlich gefärbt (→ Färbertraube). Das Aroma der saftigen Beere ist neutral.